# Oljewrestling
Oljewrestling (Turkiska: Yağlı güreş) är Turkiets nationalsport. Namnet kommer efter att deltagarna smörjer in sig med olivolja. Den årliga Kırkpınartuneringen i som hålls i Edirne är världens äldsta återkommande sporttunering.